# Ньюзрум

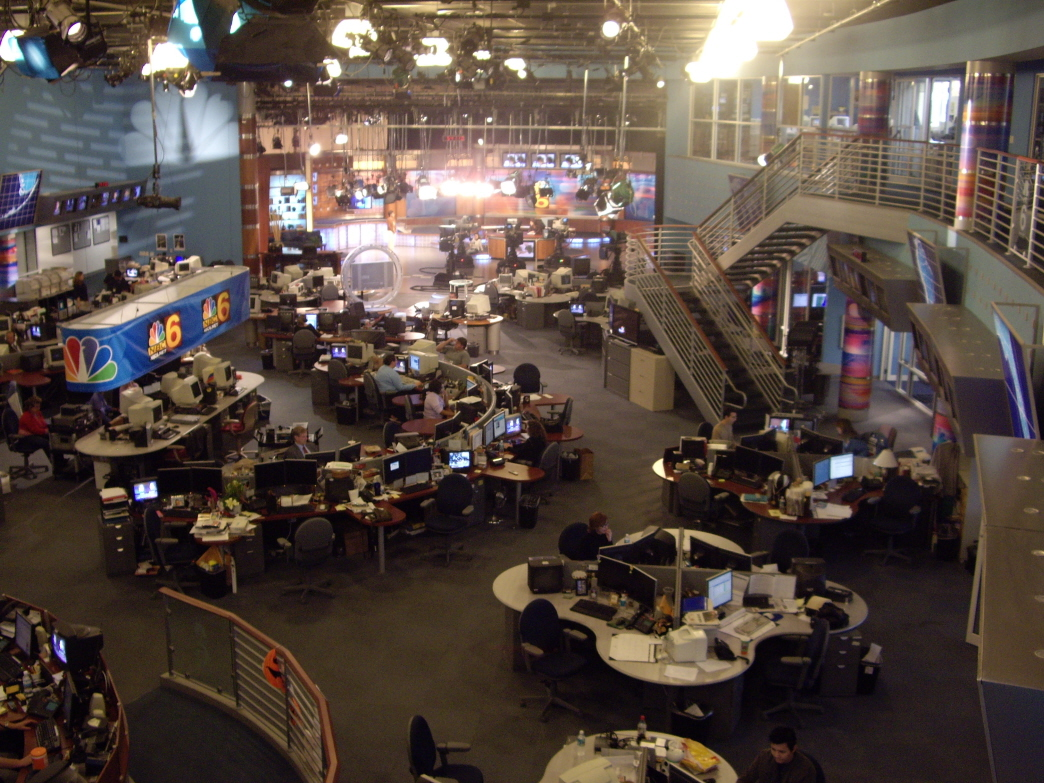
WTVJ (Маямі, Флорида)

Ньюзру́м (англ. Newsroom: поєднання слів news — «новини» і room — «приміщення») — приміщення, в якому журналісти (репортери, редактори, продюсери) разом з іншими співробітниками засобу масової інформації збирають і обробляють інформацію з метою виробництва новин для газет, радіо, телебачення чи інтернет-видань.

## Структура ньюзруму
Ньюзруми вперше з'явилися в американських друкованих ЗМІ, а потім почали використовуватися і в інших типах ЗМІ. Вони являють собою великі зали, де разом розміщуються журналісти, редактори, дизайнери й інші співробітники. Відкритий простір ньюзруму дає змогу миттєво узгоджувати деталі матеріалів, оперативно проводити наради.
Редактори, як правило, розміщуються в окремій секції ньюзруму, яка називається копі-деск — туди репортери передають свої матеріали для редагування. Ньюзрум часто має також секцію моніторингу (есайнмент-деск), де співробітники відслідковують події, передачі й публікації конкурентів, керують репортерами, які перебувають на завданні поза межами ньюзруму та ведуть комунікацію зі своєю аудиторією. Для зручності моніторингу ця секція розміщується, як правило, вище, ніж решта ньюзруму — щоб краще бачити наявність репортерів у редакції.
Структура ньюзруму і розподіл функцій залежать від різновиду і розміру ЗМІ.. Ньюзруми більшості щоденних газет світу працюють удень для публікації номера наступного ранку. Деякі щоденні газети в Європі й Північній Америці виходять окремими номерами двічі на день — вранці й увечері — тому їхні ньюзруми працюють цілодобово. Також цілодобово працюють ньюзруми на телебаченні і радіо.
Відмінність телевізійного і радіо ньюзруму — наявність додаткових ізольованих кімнат для монтажу відео- та аудіоматеріалів, кімнат для гримування, а також часто інтегрований в ньюзрум студійний майданчик для ведення випусків і програм новин безпосередньо з ньюзруму, кімната ефірних режисерів. Інтегрованість телестудії і ньюзруму зумовлена потребою максимально пришвидшити видачу новин в ефір.

## Ньюзрум в Україні
Ньюзруми в Україні почали з'являтися від середини 1990-х років переважно на телебаченні і радіо, що збіглося з появою перших недержавних ЗМІ, які брали за основу організації праці західні стандарти. До цього державні радянські ЗМІ розміщувалися у звичайних будівлях із системою кабінетів і коридорів.

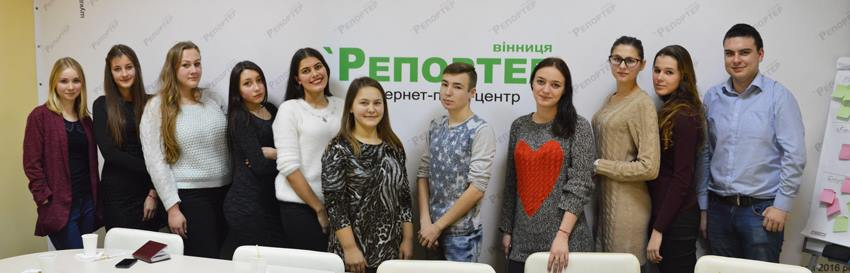
Колектив студентського медіа проекту "Ньюзрум Вінниця".

Також у Вінниці, восени 2016 року було створено студентський гіперлокальний медіа проект "Ньюзрум" До складу «Ньюзруму» входять студенти одразу двох вишів – ДонНУ та ВДПУ. Вихованці дізнаються як працюють медіа Вінниці.